# حبيب الله كلكاني
حبيب الله كلكاني (1 نوفمبر 1929 - 19 يناير 1891) ملك أفغانستان وأصله كوهيستاني من فرس أفغانستان، ولد بأحد القرى التابعة لكابل، وكان أبوه يعمل بائعاً للماء، سافر من قريته إلى كابل وعمل في الجيش الأفغاني، لكنه ترك الجيش وقام بتكوين جماعة تحرير.
شكل قوة أجبرت الملك الأفغاني عناية الله خان على التنازل عن الحكم لصالحه، وأصبح هو ملكاً على أفغانستان .
استطاع أحد أبناء الأسرة الحاكمة محمد نادر شاه أن يجمع قوات ويقضي على حبيب الله كلكاني الذي تم اعتقاله مع مجموعة كبيرة من أتباعه.
في 1 نوفمبر 1929 قتل حبيب الله كلكاني مع شقيقه بالإضافة الى عشرة رجال من قادته ، وبذلك عاد الحكم من جديد للأسرة الحاكمة الباركزائية وأصبح محمد نادر شاه ملكاً على أفغانستان.